# Sacabaya
Sacabaya (nebo Quemado) je vulkanický komplex. Nachází se na západě bolivijské náhorní plošiny, blízko hranic s Chile. Komplex je tvořen rozlehlým ignimbritovým depozitem, který je překryt trojicí vzájemně propletených kráterů s celkovými rozměry 2×3,5 km. Nejmladší kráter leží na jižním okraji komplexu, věk celého komplexu je odhadován na holocén, což dokládají nezvětralé vypadající lávové bloky a také i aktivně fumaroly.